# 早稲田松竹

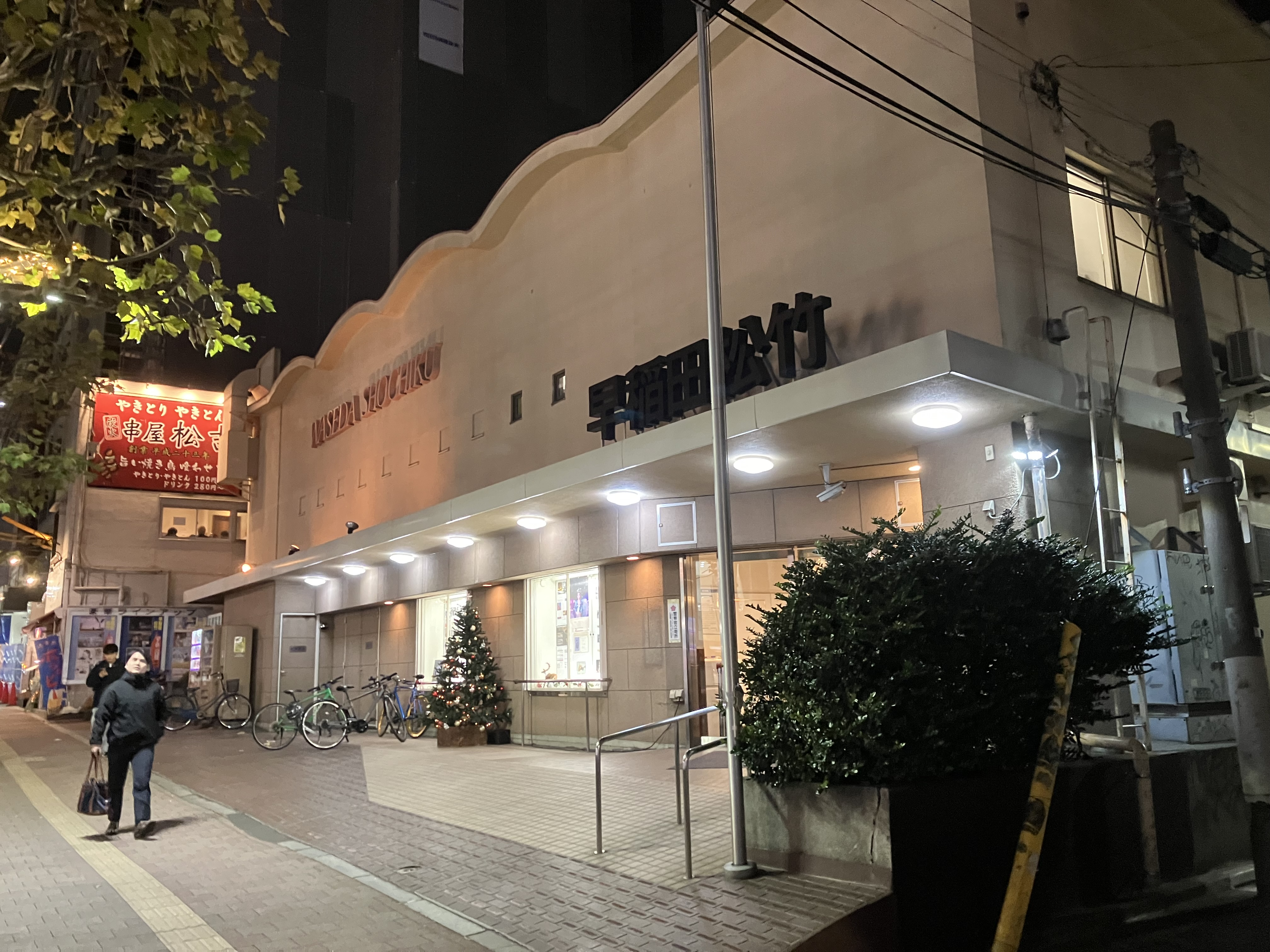
早稲田松竹の夜景。2024年12月撮影。

早稲田松竹（わせだしょうちく）は、東京都新宿区高田馬場にある老舗映画館。早稲田通りに面している。現在はミニシアター系作品や名画座作品を主に上映している。

## 沿革
1951年12月21日、松竹の系列封切館として開館した。1975年より旧作2本立てを中心とした名画座になり（入場料金は一律300円）、地元の早稲田大学の学生を中心に親しまれた。
1993年11月10日から12月28日まで大改修工事が行われ、チケット販売が手売りから券売機に移行した。2020年6月1日に新型コロナウイルスでの休館から再開してからは、手売りと全席指定が続いている。
1994年1月4日、リニューアルオープンした。入場料金は一般1300円、学生1100円、シニア（60歳以上）800円。
1999年3月、ラスト1本割引800円が開始され、シニア料金が900円に改定された。
2002年4月1日から休館したが、早稲田大学の学生を中心に「早稲田松竹復活プロジェクト」が発足し活動したこともあって2002年12月21日にプレオープンし、2003年1月25日から本格的に再開している。
プログラムは、新作と関連する上映可能なかなり古いプリントを併映したり、時勢にとらわれない監督・俳優特集などとなっている。最新映画の監督・俳優の旧作を上映することも多い。
休館以前からロビーのリクエストボードで客から上映作品のリクエストを募ったり、アンケート回答者から毎月抽選で10組20名に招待券をプレゼントしたりしていたが、2020年6月1日に新型コロナウイルスでの休館から再開した後は実施されていない。
2006年と2007年には、来館者の投票で上映作品を決定する企画「ドレミる？シネマ」が行われた。
2014年から、「ミッドナイト・イン・早稲田松竹」と題したオールナイト上映が不定期に開催されている。
2017年より毎年3月に、早稲田大学グローバルエデュケーションセンター/基幹理工学部表現工学科の設置科目「映像制作実習」（担当教員は映画監督の是枝裕和、篠崎誠、高木創、映画研究者の土田環など）で学生が制作した映画が、参考となる一般映画と合わせて上映されている（2017年の様子はこちら、2018年の様子はこちら、2019年の様子はこちら、2020年、2021年は新型コロナウイルスのため延期、2022年の様子はこちら、2023年の様子はこちら、2024年の様子はこちら、2025年は授業がなく、卒業生の映画が「映画から萌える――若手映画作家特集～W-CINEMA はじまりの映画たち＜番外編～」として上映された。その時の様子はこちら）。2018年3月27日には参考上映作品『おかえり』の篠崎監督が登壇、是枝監督も来館した。2022年3月19日には参考上映作品『れいこいるか』のいまおかしんじ監督と主演の河屋秀俊が、3月21日には参考上映作品『共想』の篠崎監督と主演の柗下仁美が登壇している。2023年3月18日には中川龍太郎監督、3月19日には塩田明彦監督が特別ゲストとして学生監督とトークショーを行った（3月19日、21日には塩田監督の『麻希のいる世界』が参考上映されている）。3月18日の上映前には是枝監督が飛び入りで挨拶した。
2017年10月7日から13日には、通常上映の後に特別レイトショーが開催された。以後、こうした特別レイトショーや特別モーニングショーが不定期に行われている。
2019年6月8日より、敷地内が全面禁煙となった。
オリジナルグッズとして、2019年に傘、2021年に開館70周年を記念したカレンダー、2022年に同じく開館70周年を記念したトートバッグとTシャツ、2023年にトートバッグの第2弾が発売された。
2024年6月15日から入場料金が改定され、一般1500円、学生1200円、シニア・小学生・障害者1100円、ラスト1本割引1000円、映画ファンサービスデー（毎月1日）1000円、モーニングショー／レイトショー1200円となった。夫婦50割引、高校生友情プライスは終了している。

## エピソード

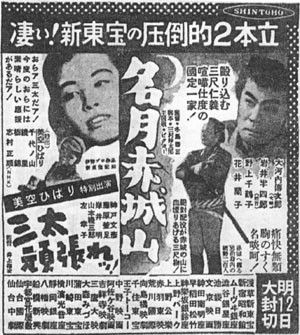
『名月赤城山』『三太頑張れッ!』（1953年2月11日付新聞広告）。館名リスト右から8番目に「早稲田松竹」の文字列が確認できる。

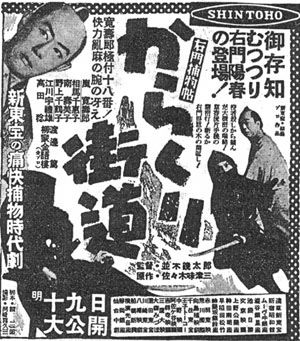
『右門捕物帖 からくり街道』（1953年3月18日付新聞広告）。館名リスト右から9番目に「早稲田松竹」の文字列が確認できる。

- 同館は元々松竹の封切館としてスタートしたが、同館開館の初期に当たる1953年頃には、新東宝の製作・配給作品も上映していたことがあった。たとえば同年2月12日に一斉公開された『名月赤城山』（監督冬島泰三）および『三太頑張れッ!』（監督井上梅次）の二本立てが同日同館でも封切られ、同年3月19日に一斉公開された『右門捕物帖 からくり街道』（監督並木鏡太郎）が同日同館でも封切られている。1957年の時点では、高田馬場方面の映画館は当館の他、早稲田全線座、高田馬場パール座、アイシス劇場の計3館が存在していた。この翌年の1958年10月28日には、同区新宿3丁目に新宿松竹会館（現在の新宿ピカデリー）が開業している。
- 2006年5月20日から31日まで休館し、座席やロビーが改装された。196席だった座席が153席となり、カップホルダー付きになっている。
- 2007年1月21日、『ヨコハマメリー』の舞台挨拶が行われ、中村高寛監督が挨拶した。
- 2007年5月12日、『0からの風』の舞台挨拶が行われ、塩屋俊監督やキャストの田中好子、杉浦太陽などが挨拶した。杉浦は辻希美との結婚発表後、初めての公の場への登場だった。
- 阪本順治監督の映画『魂萌え!』の最後の方で、改装前の館内が使用された。改装後の2007年5月26日から6月1日に『魂萌え!』が上映された際、同監督がメッセージを寄せている。
- 熊切和嘉監督はこの映画館の常連。2007年7月4日から10日に同監督作品の『ノン子36歳（家事手伝い）』が上映された際、メッセージを寄せている。
- 伊藤桃は自らのブログで度々当館に行ったことを明かしている。2007年7月19日に『リリイ・シュシュのすべて』[2]、2008年4月19日に『転々』[3]、2009年2月19日に『赤い風船』『白い馬』『ホウ・シャオシェンのレッド・バルーン』[4]、10月24日に『スラムドッグ$ミリオネア』『トレインスポッティング』[5]、11月09日に『エル・スール』『ミツバチのささやき』[6]、12月22日に『麦秋』『秋日和』[7]、2013年11月3日に『ダイアナ・ヴリーランド 伝説のファッショニスタ』『ビル・カニンガム＆ニューヨーク』[8]、12月20日に『ホーリー・モーターズ』『ポンヌフの恋人』[9]、2014年5月15日に『オンリー・ラヴァーズ・レフト・アライヴ』[10]を鑑賞した。
- 2008年6月14日にテレビ東京で放送された『出没!アド街ック天国』「西早稲田」編で、早稲田松竹が6位にランクインした。お掃除スタッフの荻野さんが廃材などを使って作ったオブジェ「オギノアート」が取り上げられている。
- 横浜聡子監督はかつてこの映画館でアルバイトをしていた。同監督作品の『ジャーマン＋雨』『ウルトラミラクルラブストーリー』が2009年10月31日から11月6日に上映された際、10月31日にトークショーを行い、両映画のメイキング映像の一部を初公開している。
- 2009年12月19日から25日、小津安二郎監督の映画『麦秋』の舞台化を記念して『麦秋』『秋日和』が上映された。20日には舞台の脚本、演出を務めた山田洋次監督、出演者の水谷八重子、波乃久里子、瀬戸摩純、映画に出演した淡島千景（スペシャルゲスト）がトークショーを行っている。
- 俳優の中江翼は2010年9月7日に当館を訪れ、『ウディ・アレンの夢と犯罪』『シャッター アイランド』を鑑賞したことをブログで明かしている[11]。
- 2011年2月5日、『キャタピラー』『実録・連合赤軍　あさま山荘への道程』の上映を記念して、若松孝二監督がトークショーを行った（その時の様子はこちら）。
- 2011年5月7日から10日まで、東日本大震災を受け『パリ20区、僕たちのクラス』『あの夏の子供たち』が振替上映された。
- 2012年6月1日、『ハッピーフライト』『ロボジー』の上映を記念して、矢口史靖監督が舞台挨拶を行った。また、両映画の上映期間である5月26日から6月1日まで、『ロボジー』で使用された衣装が展示されている（その時の様子はこちら）。
- 2012年10月22日から23日まで、館内内装工事のため休館した。24日から11月9日まで感謝イベントが実施されている。
- 2012年11月3日、『桐島、部活やめるってよ』の上映を記念して、吉田大八監督、佐藤貴博プロデューサー、花くまゆうさく（漫画家）、松谷創一郎（ライター）、中井圭（映画解説者）がトークショーを行った（その時の様子はこちら）。
- 前田敦子は2013年1月18日に当館を訪れ、『エル・スール』『ミツバチのささやき』を鑑賞したことをツイッター（現X）で明かしている[12][13]。
- 2013年6月1日から7日まで、デジタルプロジェクター導入と音響設備刷新のため休館した。デジタル上映のみとはならず、35mmフィルム映写機も残ってフィルム上映も行われる。
- 清水みさとは2015年1月10日に当館を訪れ、『LEGO ムービー』『ガーディアンズ・オブ・ギャラクシー』を観賞したことをツイッター（現X）で明かしている[14]。
- 2015年2月28日、『祖谷物語 おくのひと』の蔦哲一朗監督と、『ほとりの朔子』の深田晃司監督が上映を記念してトークショーを行った（その時の様子はこちら）。ちなみに、蔦監督は早稲田松竹の元スタッフである。
- 2015年7月25日から31日まで上映された、『百円の恋』に登場する青木ボクシングジムは早稲田松竹の近くに実在する。練習や撮影もそこで行われた。
- 2015年9月11日、俳優・夏目雅子の没後30年特集で、夏目の出演した映画『魚影の群れ』の助監督だった榎戸耕史監督と、映画評論家の松崎健夫がトークショーを行った（その時の様子はこちら）。
- 2015年11月7日、小栗康平監督が全作品の上映を記念してトークショーを行った（その時の様子はこちら）。
- 2015年11月21日から27日まで是枝裕和監督の『歩いても 歩いても』『海街diary』が上映された際、是枝監督がサプライズで来場し、舞台挨拶を行った。
- 菅井玲は2016年1月15日に当館を訪れ、『きみはいい子』『あん』を観賞したことをブログで明かしている[15]。
- 2016年3月11日に日本テレビ系列で放送されたスペシャルドラマ『天才バカボン〜家族の絆』で「バカ田松竹」として登場。エンディングのスタッフ紹介で「協力：早稲田松竹映画劇場」とクレジットされた。
- 2016年3月26日、『バレット・バレエ』『野火』の上映を記念して、塚本晋也監督とサプライズゲストの真野きりな、神高貴宏がトークショーを行った。トークショーの後には塚本監督がサイン会を行っている（その時の様子はこちら）。
- 2016年4月16日にテレビ東京で放送された『出没!アド街ック天国』「高田馬場」編で、早稲田松竹が2位にランクインした。
- 2016年5月7日、『氷の花火　山口小夜子』の上映を記念して、松本貴子監督が舞台挨拶とサイン会を行った。
- 2016年5月16日、スクリーン張替工事のため終日休館した。
- ポール・トーマス・アンダーソン監督からRadioheadのMV「Daydreaming」の35mmフィルムが届き、2016年5月21日からしばらくの間、最終回の上映終了後と、不定期で週末の上映の間の休憩時間に上映された。
- 2016年5月30日、今村昌平監督の映画が上映されたのを記念して、佐藤忠男（映画評論家）と天願大介監督（『うなぎ』共同脚本、今村監督の長男）がトークショーを行った（その時の様子はこちら）。
- 2016年8月6日、ジャック・リヴェット監督の映画が上映されたのを記念して、カイエ・デュ・シネマ・ジャポンに在籍していた大寺眞輔（映画評論家、IndieTokyo代表）と坂本安美（アンスティチュ・フランセ日本　映画プログラム主任）がトークショーを行った（その時の様子はこちら）。
- 2016年11月5日、エルマンノ・オルミ監督の映画が上映されたのを記念して、最新作『緑はよみがえる』を配給したチャイルド・フィルム代表の工藤雅子がトークショーを行った（その時の様子はこちら）。
- 2017年2月5日、『ソング・オブ・ザ・シー 海のうた』『レッドタートル ある島の物語』が上映された際、折り紙ワークショップが開催され、折り紙でカメやフクロウを折るイベントが行われた。
- 2017年2月25日、西川美和監督の『永い言い訳』と山下敦弘監督の『オーバー・フェンス』の上映を記念して、両監督がトークショーを行った（その時の様子はこちら）。
- 2017年4月2日、『淵に立つ』の上映を記念して、深田晃司監督、サプライズゲストである根岸憲一（撮影監督）、小野川浩幸（音楽）がトークショーとサイン会を行った。深田監督は大学時代に早稲田松竹に通っており、『ラストエンペラー』と『ラスト サムライ』の2本立てが上映（2004年12月25日から2005年1月7日まで）されたことについて、「『全然関係ないんじゃないのかこの二本は』(笑)と、なんて力業の特集を組むステキな映画館なんだろうって思いました」と話している（その時の様子はこちら）。
- 2017年5月13日、『沖縄列島』『やさしいにっぽん人』の上映を記念して、東陽一監督がトークショーを行った（その時の様子はこちら）。
- 2018年5月21日、『じゅん散歩』で早稲田松竹が紹介された。
- 2018年6月15日、諏訪敦彦監督が、全長編作品の一挙上映を記念してトークショーを行った。
- 2018年8月3日、ペドロ・コスタ監督作品の上映を記念して、諏訪敦彦監督と土田環（早稲田大学教員、映画研究者）がトークショーを行った。
- 2018年8月25日から31日に『ジュマンジ/ウェルカム・トゥ・ジャングル』『レディ・プレイヤー1』が上映された際、顔出しパネルが置かれた。
- 2019年1月16日から26日まで、設備更新のため休館した。
- 2019年1月31日、ホームページがリニューアルされた。
- 2019年5月28日、『万引き家族』の上映を記念して、是枝裕和監督が急遽舞台挨拶を行った。
- 2019年12月1日、『愛がなんだ』の上映を記念して、今泉力哉監督がトークショーを行った。
- 2019年12月15日、『長いお別れ』の上映を記念して、中野量太監督と原尭志プロデューサーがトークショーを行った。
- 2020年2月28日から5月31日まで、新型コロナウイルスのため休館した。
- 2020年6月1日、営業を再開した。新型コロナウイルス感染拡大防止のため、限定55席の全席指定、客席入場時のチケット確認（初回上映を除く）、上映時も含めてのマスク着用、館内では飲み物のみ可、上映と上映の間での客席清掃作業、アンケートの中止といった対策が取られている（具体的な対策はこちら）。
- 2020年10月17日、座席制限が緩和され、前後左右1席空けの全76席で営業することになった。
- 2020年12月2日、『アルプススタンドのはしの方』の上映を記念して、城定秀夫監督が急遽舞台挨拶を行った。
- 2021年1月8日から3月21日まで、新型コロナウイルスでの緊急事態宣言発令に伴う外出自粛要請を受け営業時間が午後8時までとなった。
- 2021年3月12日、映写機トラブルのため終日休映した。上映予定だった『薄氷の殺人』『鵞鳥湖の夜』は6月2日と4日に再上映されている。
- 2021年3月22日から4月11日まで、新型コロナウイルスでの緊急事態宣言を受けた東京都の時短営業要請に伴い営業時間が午後9時までとなった。
- 2021年4月12日から24日まで、新型コロナウイルスでのまん延防止等重点措置の適用に伴い営業時間が午後8時までとなった。
- 2021年4月17日、従業員1名が新型コロナウイルス陽性者であることが判明し、18日から20日まで休館、19日に専門業者が消毒作業を行った。
- 2021年4月25日から5月11日まで、新型コロナウイルスでの緊急事態宣言発令に伴い休館した。
- 2021年5月12日から31日まで、新型コロナウイルスでの緊急事態宣言を受けた東京都の休業要請に伴い休館した。
- 2021年6月1日から20日まで、新型コロナウイルスでの緊急事態宣言を受けた東京都の時短営業要請に伴い営業時間が午後8時までとなった。
- 2021年6月21日から7月11日まで、新型コロナウイルスでのまん延防止等重点措置の適用に伴い営業時間が午後8時までとなった。
- 2021年7月12日から9月30日まで、新型コロナウイルスでの緊急事態宣言発令に伴い営業時間が午後9時までとなった。
- 2021年9月18日から10月1日に上映された『花束みたいな恋をした』で、菅田将暉と有村架純の演じる登場人物が早稲田松竹を話題にし、有村が2015年2月のパンフレットを手にしている。
- 2021年10月1日から10月29日まで、新型コロナウイルスでの「東京都におけるリバウンド防止措置期間」を踏まえ午後9時までの時短営業を継続した。
- 2021年10月30日から、「東京都におけるリバウンド防止措置期間」が10月24日で終了したのを受け午後9時以降の営業を再開した。
- 2021年11月6日から、中央席を全席開放する全110席で営業することになった。
- 2021年12月21日、開館70周年を迎えた。21日と2022年1月1日から3日にオリジナルデザインの特製クリアファイルがプレゼントされ、70周年記念カレンダーも販売されている。
- 2022年1月6日、大雪注意報の発令を受け、レイトショーの『恋文』が休映となった。
- 松居大悟監督は、2022年1月22日から1月28日まで上映されたケリー・ライカート監督特集をクリープハイプの尾崎世界観、俳優の池松壮亮と観たことをツイッター（現X）で明かしている[16]。
- 2022年3月6日、『いとみち』の上映を記念し横浜聡子監督が舞台挨拶する予定だったが中止になった。3月9日、横浜監督が訪問しポスターと見本パンフレットにサインしている。
- 2022年8月31日から9月2日まで、新宿区の中学生二人が職業体験をした。
- 2022年9月3日から開館70周年記念のチラシが設置され、特製クリアファイルが数量限定でプレゼントされた。
- 2022年9月10日、「名画座噺　立川談笑」という開館70周年特別企画が催され、川島雄三監督の『幕末太陽傳』上映後、題材となった古典落語の一題『居残り佐平次』を落語家の立川談笑が公演した。ちなみにチケットは7月30日から販売され、7月31日に全110席が完売している。
- 2022年10月5日、映写機トラブルのため『MEMORIA メモリア』が休映となった。
- 2022年11月21日、午後3時頃から休館となり、映画『月の満ち欠け』の公開直前イベントが開催された。廣木隆一監督の他、キャストの大泉洋と目黒蓮（Snow Man）が上映後にサプライズで登場している。12月2日から公開される同映画は高田馬場でロケが行われ、早稲田松竹でも目黒と有村架純の演じる登場人物が小津安二郎監督の『東京暮色』を観る場面などが撮影された。原作である佐藤正午の同名小説でも早稲田松竹が登場している。
- 2022年12月、早稲田松竹の歩みを振り返る「70周年記念特別ページ」が公開された。
- 2023年1月14日から20日まで、ポール・トーマス・アンダーソン監督の映画『リコリス・ピザ』『ブギーナイツ』の上映を記念して、2016年5月21日からしばらくの間上映されていたRadioheadのMV「Daydreaming」の35mmフィルムが17:00『リコリス・ピザ』上映前の16:50頃から再上映された
- 2023年2月11日から17日まで、早稲田松竹を舞台にした映画『月の満ち欠け』（2022年11月21日の記述を参照）が公開された。11日から13日まで『アンナ・カレーニナ』、14日から17日まで『東京暮色』、全日特別レイトショーとして『女と男のいる舗道』と、この映画や原作で触れられている映画が同時上映されている。
- 2023年3月13日から、全国興行生活衛生同業組合連合会による「映画館における新型コロナウイルス感染拡大予防ガイドライン」の変更に伴い劇場内でのマスク着用が任意となった。
- 2023年5月8日から、全席（153席）使用、館内での食事可、検温が任意となり（検温器は後に撤去されている）、トイレ入口の男女間の仕切りも撤去された。一方、指定席制、客席入場時のチケット確認（初回上映を除く）、上映と上映の間での客席清掃作業、アンケートの中止は継続している。
- 2023年5月21日、映写機トラブルのため10時からの『コンパートメントNo.6』が休映となり、以降の回の上映時刻が変更となった。
- 2023年7月24日、『はだかのゆめ』の上映を記念して、甫木元空監督と映画批評家の廣瀬純がトークショーを行った（その時の様子はこちら）。
- 2023年8月28日、映写機トラブルのため10時30分からの『アダプション／ある母と娘の記録』、12時20分からの『ナイン・マンス』が休映となった。
- 2023年12月11日、映写機トラブルのため18時20分からの『aftersun／アフターサン』が一時中断し、『SOMEWHERE』の上映開始時刻が20時20分から20時30分に変更となった。
- 2023年12月15日、水漏れのため10時20分からの『aftersun／アフターサン』が休映となった。
- 2024年4月7日、故青山真治監督特集で4月6日～12日に『サッド ヴァケイション』『レイクサイド マーダーケース』『月の砂漠』『東京公園』が上映された際、ゲストのとよた真帆（俳優、青山監督の妻、『月の砂漠』への出演がきっかけで青山監督と結婚した）と聞き手の土田環（早稲田大学教員、映画研究者）がトークショーを行った（その時の様子はこちら）｡
- 2024年4月24日、上映されていた『カラオケ行こ!』に出演している齋藤潤がアポなしで来館、ポスターにサインした。
- 2024年7月4日、俳優の塚尾桜雅が早稲田松竹の前での写真をXに投稿した[17]。塚尾は上映されていた映画『ほかげ』に出演している。
- 2024年8月7日、『ゴールド・ボーイ』『1999年の夏休み』の上映を記念して、金子修介監督がトークショーを行った。
- 2024年8月16日、台風7号の接近に伴い休館した。
- 2024年11月30日、『ハイゼ家 百年』の上映を記念して、渋谷哲也（ドイツ映画研究者、日本大学文理学部教授）がトークショーを行った（その時の様子はこちら）。
- 2024年12月11日、『化け猫あんずちゃん』（2024年12月14日から20日まで上映）の久野遥子、山下敦弘両監督が来館した[18]。
- 2025年5月6日、作品の上映を記念して、五十嵐耕平監督と空音央監督がトークショーを行った。
- 2025年5月30日、『ブリキの太鼓』『ベニスに死す』『破壊の自然史』の上映を記念して、渋谷哲也（ドイツ映画研究者、日本大学文理学部教授）がトークショーを行った。
- 2025年7月12日から18日まで、『太陽を盗んだ男』の上映を記念して、長谷川和彦監督と、長谷川監督が表紙と巻頭言を担当した「映像照明」表紙イラストの三留まゆみによるサイン色紙がロビーに飾られた。